# W43SA
W43SA（だぶりゅーよんさんえすえー）は、三洋電機（大阪、現・京セラ SANYOブランド）が開発した、KDDIおよび沖縄セルラー電話のauブランドのCDMA 1X WINの携帯電話である。

## 特徴
W43SAは、W33SA/W33SA IIの後継で、折りたたみ式のワンセグ端末である。アナログチューナーこそ撤去されたものの、外部メモリーへの録画や連続4時間40分の視聴などワンセグ機能が強化され、EZケータイアレンジやデコレーションメールと新サービスにも対応した。液晶画面サイズは前機種と同様2.4インチのまま、広視野角と高精細を謳ったIPS液晶を採用したものの、折り畳んでもワンセグが視聴できる回転2軸ヒンジ機構は省かれたため、常にフォルダを開いておく必要があり、ワンセグ対応機ではあるがW43SAの位置付けはハイエンドというよりも実用性を高めた普及機といえる。
開発時期がW4xシリーズ（2006年度モデル）後期という過渡期だった事もあり、EZケータイアレンジや2GBまでのmicroSDカード対応などW5xシリーズ（2007年度）モデルで本格採用された一部機能を先取り採用していたり、auと合併したツーカーの携帯電話サービス終了に伴う無料移行機種として採用された事から、W4xシリーズでは息の長いモデルとなった（無料移行機種は当初、CDMA 1X WINを選択した場合はW43SA、CDMA 1Xを選択した場合は同じく三洋製A5522SAだったが、その後には他社製機種も追加された）
発表時には携帯の塗色デザインとしては珍しい木目調がラインナップされていた事で話題となった。

## 対応サービス
- EZケータイアレンジ
- クイズdeトレーニング
- with Disney!（ライオンキング）
- デコレーションメール
- パシャ文字／うごモジメール
- au LISTEN MOBILE SERVICE
- EZ着うたフル
- SD-Audio (AAC)
- EZ FM
- EZテレビ

## ワンセグ機能
- 受信ch数 13～62ch
- 音声出力 ステレオ
- 連続視聴時間 4時間40分（DBEX機能「OFF」設定時）
- 最大録画時間 約10時間（2GBのmicroSDメモリーカード使用時）

## 不具合
2007年3月29日に以下の不具合の修正がケータイアップデートにより行われた。
- ワンセグの音声出力先をスピーカまたはオートに設定しワンセグを視聴すると、スイッチ付きイヤホンマイクのスイッチを使った発着信ができなくなる場合がある

2008年8月22日に以下の不具合の修正がケータイアップデートにより行われた。
- 稀にケータイサイトの会員登録や登録済サイトへの接続ができない場合がある